# TuS Huchting
Der TuS Huchting (offiziell: Turn- und Sportverein Huchting e.V.) wurde in Bremen-Huchting gegründet.

## Geschichte
Huchting gehört als Landgemeinde seit dem Mittelalter zu Bremen und wurde 1945 Stadtteil von Bremen.
1904 wurde der TV Huchting (TVH) von 14 Mitgliedern und 1905 die Freien Turnerschaft Huchting gegründet, die 1933 von den Nazis zwangsweise aufgelöst wurden. 1946 begann wieder der Sportbetrieb durch den TV Huchting und die Sportgemeinschaft Huchting, die sich 1947 zum TuS Huchting vereinigten. 1953 lösten sich die Fußballer und gründeten den FC Huchting. Seit April 1998 bietet der Verein, unterstützt von Huchtinger Ärzten, auch Koronarsport an.
1985 wurde die Jugend vom TuS Deutscher Meister im Korbball. Seit 1997 wirken hauptamtliche Mitarbeiter im Verein 2000. Als Mitglied des Bürger- und Sozialzentrums Huchting (BuS) nutzt seit 1996 der TuS die dortige Turnhalle. 2004 bekommt der TuS seine neue Vereinshalle. Im März 2010 unterzeichneten die Wohnungsbaugesellschaft Gewoba, der TuS Huchting und Alten Eichen einen Kooperationsvertrag, um das Projekt Huchtinger Boxring anzustoßen. Dazu entstand ein Boxstudio in der Robbenplater Ladenzeile. Die Fitnesshalle Kraftwerk04 konnte 2018 eröffnet werden.

## Mitglieder und Sportangebote
Der TuS hat 2400 Mitglieder (2019). Mit einem breitgefächerten Angebot will der TuS Huchting jeden ansprechen, der sich sportlich betätigen oder seine Freizeit sinnvoll verbringen möchte. 

Er hat u. a. folgendes Sportangebot: Badminton, Basketball, Blasorchester, Boxen, Gymnastik, Jiu-Jitsu und Judo, Karate, Leichtathletik, Schwimmen, Tanz, Tischtennis, Turnen, Volleyball und Yoga.

## Sportstätten
- 1921 Sportplatz zwischen Huchtinger Heerstraße und Fleet
- Plätze und Hallen an der Obervielander Straße
  - Bezirkssportanlage Huchting
  - Weiße Vereinshallen
  - Kraftwerk04, Fitnessabteilung
- 1980 Hallenbad Huchting, Delfter Straße 22/24
- 1987 Turnhalle Ortsteil Sodenmatt, Amersfoorter Straße beim BuS
- 2010 Boxzeile in der Robbenplate 23
- Sporthalle Luxemburger Straße
- Hallen der Schulen Delfter Straße, Flämische Straße, Robinsbalje

## Persönlichkeiten
- Alexander Albien, Zweifacher Deutscher Karate-Meister Kata
- Andrea Decker (* 1960), 800-Meter-Lauf-Landesrekord 1982, Siebente bei der Deutschen Leichtathletik-Meisterschaften 1981 im 400-Meter-Lauf in 54,73 s, 1982 Achte in 55,48 s und 1983 Fünfte in 53,58 s
- Manfred Hiller (* 1960), Dreifacher Deutscher Meister über 400 Meter der Klasse M45 (2005–2006). Weltmeister im Ultramehrkampf der Klasse M50 in Lynchburg (USA) 2010, ist in Huchting aufgewachsen.
- Lars Figura (* 1976), 1998 bis 2002 im 400-Meter-Lauf bei deutschen Meisterschaften, deutschen Hallenmeisterschaften und Halleneuropameisterschaften erfolgreich über 400 Meter, ist in Huchting aufgewachsen
- Heike Kretschmann (* 1968), seit 2007 Vereinsmanagerin, seit 2023 MdBB (SPD)
- Karina Schönmaier (* 2005), Turnerin, 2021 Bremer Sportlerin des Jahres 2021